# Stingray Country
Stingray Country est une chaîne de télévision musicale canadienne spécialisée de catégorie B appartenant à Stingray Digital et diffuse des vidéoclips de musique country.

## Histoire
La chaîne a été lancée le 13 mai 2019 sur les appareils de la société Roku (en) ; plus tard le 15 janvier 2020 sur les systèmes de télévision appartenant à Bell, y compris Bell Satellite, Bell Aliant et Bell Télé Fibe, en remplacement de Stingray Juicebox. Le lancement de la chaîne fait suite à la décision de CMT en 2017 d'arrêter la diffusion de vidéoclips, ne laissant aucun lieu pour les vidéoclips country à être diffusés à la télévision canadienne.
Plus d'un mois après son lancement auprès des fournisseurs de services de télévision canadiens, Groupe Stingray a annoncé son lancement officiel le 18 février 2020, soulignant qu'il a depuis augmenté sa couverture en se lançant sur d'autres fournisseurs, notamment Eastlink, Cogeco, Shaw Direct, Telus, Comwave et Vidéotron. Vidéotron a retiré la chaîne le 27 mars 2024.

## Programmation
- Country Roundup
- Tailgate Party
- Hot Country
- Smooth Country
- Country Throwback
- Stingray Country Hot 20